# دیوید گرین‌اوی
دیوید گرین‌اوی (انگلیسی: David Greenaway؛ 20 December 1886 – 1946 (aged 59)) فوتبالیست اهل بریتانیا بود.
از باشگاه‌هایی که در آن بازی کرده‌است می‌توان به باشگاه فوتبال آرسنال اشاره کرد.